# Aleš Brezavšček
Aleš Brezavšček, slovenski alpski smučar, * 30. november 1972, Mojstrana.
Brezavšček je za Slovenijo nastopil na Zimskih olimpijskih igrah 1998 v Naganu.
Na svojih edinih Olimpijskih igrah je nastopil v smuku, superveleslalomu in alpski kombinaciji. V smuku je odstopil, v superveleslalomu je končal na 27. mestu, v kombinaciji pa je osvojil 7. mesto.. 